# Achí-Sprache
Achi ist eine Maya-Sprache, die mit der Quiché-Sprache verwandt ist.
Sie wird hauptsächlich von dem indigenen Maya-Volk gleichen Namens, den Achi' in Baja Verapaz in Guatemala gesprochen.

## Sprecherzahl
Bei der Volkszählung von 2018 in Guatemala gaben 124.338 Personen Achi als Muttersprache an; 160.858 Personen bezeichneten sich als Achi.

## Mundarten
Es können zwei Achi'-Dialekte unterschieden werden:
Das Cubulco-Achi' wird noch von etwa 48.000 Menschen bei Cubulco, westlich von Rabinal gesprochen.
Das Rabinal-Achi' wird noch von etwa 37.000 Menschen im Gebiet von Rabinal gesprochen.

## Literarische Tradition
Das literarische Werk Rab'inal Achí („Der Achí-Krieger“, auch Xajooj Tun, „Trommeltanz“ genannt) ist in der Achi'-Sprache überliefert und gehört zu den Meisterwerken des mündlichen und immateriellen Erbes der Menschheit.